# أسد حمزة
الشيخ أسد حمزة عبد القادر الأوسي الحسني (1918-27 يونيو 2005)، عالم مسلم، حنفي المذهب ماتريدي المعتقد، قاض، وبرلماني يمني. ولد في أثيوبيا من بلاد الحبشة سنة 1336هـ / 1918م، ثم انتقل إلى مدينة زبيد، اشتهر بالإصلاح بين الناس، وحلّ خصوماتهم،وكان عضو في جمعية علماء اليمن. ومن أشهر علماء زبيد المعاصرين.

## شيوخه
تلقى العلم عن جماعة من علماء الحبشة؛ منهم: (أحمد محمد عبده)، و(مصطفى داود)، و(محمد سراج)، و(محمد أمان)، ثم انتقل إلى مدينة زبيد؛ فدرس على عدد من العلماء؛ منهم: (محمد يوسف فقير)، و(إبراهيم عبد الله المزجاجي)، و(سليمان بن محمد الإدريسي)، و(حسين محمد عبد الله الوصابي)، وله منه إجازة، و(عبد الله بن زيد المغربي)، و(أحمد محمد السالمي)، وله إجازة من العلامة (عبد الرحمن محمد الأهدل).

## تلاميذه
عمل مدرسًا في مدرسة (الأشاعر)، وفي رباط (الفرحانية) في مدينة زبيد حتى عام 1374هـ/1954م، ثم مدرسًا بالمعهد الديني في مدينة زبيد سنة 1382هـ/1962م، ثم تعين حاكمًا للقضاء والأوقاف في مدينة زبيد، ثم عاد إلى التدريس، ثم تعين سنة 1400هـ/1980م عضوًا في محكمة الاستئناف في لواء الحديدة بقرار جمهوري، ثم تعين بقرار آخر عضوًا في مجلس الشورى سنة 1408هـ/1988م، وترأس أول جلسة له، ثم عضوًا في مجلس النواب بعد قيام الوحدة اليمنية، وترأس أول جلسة له، ثم تعين بقرار جمهوري سنة 1414هـ/1994م بدرجة قاضي محكمة عليا، وعمل خطيبًا للجمعة في الجامع الكبير في مدينة زبيد، وظل مواصلاً التدريس؛ فتخرج عليه جماعة من العلماء؛ منهم: (حسين محمد عثمان الوصابي)، و(محمد عبد الجليل الغزي)، و(محمد عمر الأهدل)، و(أحمد حزام الشرعبي)، و(سعيد دبوان العبدلي)، و(محمد علي البطاح)، و(علي محمد واصل)، و(محمد أمين عبد الله النور)، و(سليمان محمد عبد الوهاب الأهدل)، و(محمد عزي الأهدل)، و(محمد سعيد السحاري) وولداه: (محمد أسد حمزة) و(عبده أسد حمزة)، و(قاسم صالح كزيم)، و(قاسم إبراهيم جيرة).

## مؤلفاته
- نيل المرام شرح عقيدة العوام.
- الرد على الفتاوى.
- مقدمة في أصول التفسير.
- خطب الجمعة والعيدين.
- تعليقات في اللغة العربية.

## وفاته
توفي في محافظة الحديدة، اليمن 20 جمادى الأولى 1426 هـ / 27 يونيو 2005م.